# Bộ Bưu điện Hoa Kỳ
Bộ Bưu điện Hoa Kỳ (Post Office Department) từng là tên của Dịch vụ Bưu điện Hoa Kỳ khi nó là một bộ cấp nội các của Chính phủ liên bang Hoa Kỳ. Nó được Tổng Bưu tá trưởng Hoa Kỳ lãnh đạo.
Đạo luật Dịch vụ Bưu điện (Postal Service Act) được Tổng thống George Washington ký thành luật ngày 20 tháng 2 năm 1792 để thành lập bộ. Tổng Bưu tá trưởng John McLean là người đầu tiên gọi nó "Bộ Bưu điện" hơn chỉ là "Bưu điện". Tổ chức này trở nên có thế lực hơn khi Tổng thống Andrew Jackson mời Tổng Bưu tá trưởng của ông là William T. Barry vào làm thành viên nội các.
Trong thời Nội chiến Hoa Kỳ, dịch vụ bưu điện tại Liên minh miền Nam Hoa Kỳ do Bộ Bưu điện Liên minh miền Nam đảm nhận và được Tổng Bưu tá trưởng John Henninger Reagan lãnh đạo.
Đạo luật Tái tổ chức Bưu điện (Postal Reorganization Act) được Tổng thống Richard Nixon ký thành luật ngày 12 tháng 8 năm 1970 đã thay thế Bộ Bưu điện cấp nội các thành một cơ quan độc lập có tên Dịch vụ Bưu điện Hoa Kỳ (United States Postal Service). Đạo luật có hiệu lực vào ngày 1 tháng 7 năm 1971.